# Barbu à gorge bleue
Psilopogon asiaticus
Espèce
Statut de conservation UICN

 LC  : Préoccupation mineure
Le Barbu à gorge bleue (Psilopogon asiaticus, anciennement Megalaima asiatica) est une espèce d'oiseaux de la famille des Megalaimidae.

## Description
Le barbu à gorge bleue a un plumage vert sur tout le corps et les ailes, une tête et une gorge bleues avec une tache rouge au dessus du bec et une calotte rouge sur le dessus de la tête. Il mesure jusqu'à 23 cm de long.

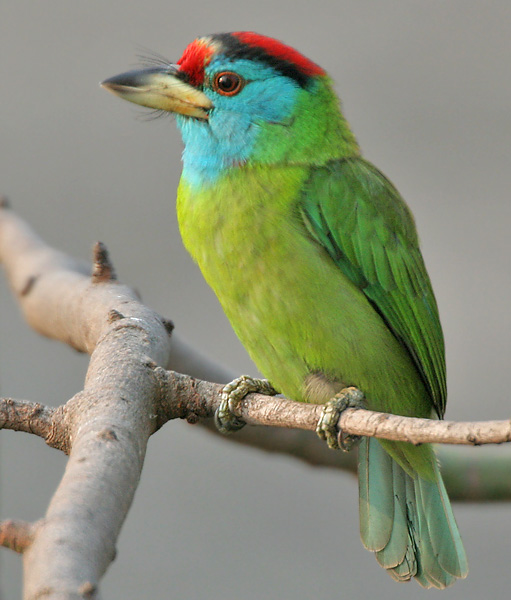

Cet oiseau se trouve en Inde et en Asie du Sud-Est. Il  vit dans la canopée des forêts tropicales, dans les forêts de tecks, dans les vergers, et dans jardins et les parcs des villes s'il y a des arbres fruitiers. C'est un frugivore.